# Guido Schittone
Guido Schittone (Parma, 11 settembre 1955) è un giornalista e telecronista sportivo italiano, specializzato negli sport motoristici.

## Biografia
Inizia la propria attività dalle colonne del quotidiano La Gazzetta di Parma nel 1977, per poi passare alle dipendenze di Marcello Sabbatini, a Telesprint e successivamente a Rombo e Rombo TV. Dopo aver ricoperto il ruolo di inviato speciale del settimanale Autosprint dal 1984 al 1989, è passato al gruppo Fininvest come caporedattore motori e come telecronista dei Gran Premi di Formula 1 trasmessi da Italia 1 dal 1991 al 1996.
Dal 1999 al 2001 è stato direttore responsabile di Autosprint, mentre dal 2005 al 2007 gli è stata affidata la responsabilità dei contenuti del canale satellitare Nuvolari. Nel 2009 ha condotto il settimanale Paddock Uomini e Corse sul canale televisivo nazionale Odeon TV. Dal 2012 al 2013 ha poi condotto, ancora su Odeon TV, il programma Parc Fermé, mentre nel 2014 è stato l'uomo di punta della redazione di Dinamica Channel presentando la rubrica settimanale Warm Up e numerosi speciali. Nel 2015 ha seguito per conto del sito omnicorse.it il Campionato del Mondo Endurance FIA. Dal 2007 ad oggi è anche la voce delle telecronache della Porsche Carrera Cup Italia, trasmesse nel 2015 da DMAX e dal 2019 da Sky. Nel 2019 ha commentato in diretta le gare del campionato italiano di Formula 4, del Campionato Italiano Gran Turismo e quelle del campionato FIA di Formula 3 europea regionale.
Ha pubblicato numerosi libri di argomento motoristico, tra i quali la serie Formula 1 Magic, con il fotografo Daniele Amaduzzi e l'Annuario della Formula 1 per le edizioni 2005 e 2006. Nel 2011 è uscito Dallara è una bella storia, prima pubblicazione dedicata al progettista italiano di auto da competizioni; ha inoltre contribuito al volume Dallara dall'Emilia alla conquista del mondo edito nel 2019. Appassionato anche di cinema, cura un blog cinematografico, guidoschittone.com.